# Константіна Діце
Константіна Діце  (рум. Constantina Diţă, раніше Томеску (Tomescu), 23 січня 1970) — румунська легкоатлетка, олімпійська чемпіонка.

## Виступи на Олімпіадах
| Олімпіада   | Дисципліна       | Місце |
| ----------- | ---------------- | ----- |
| Афіни 2004  | марафонський біг | 20    |
| Пекін 2008  | марафонський біг | 1     |
| Лондон 2012 | марафонський біг | 85    |